# Léon Devos
Léon Devos (Ardooie, 17 gennaio 1896 – Ardooie, 23 agosto 1963) è stato un ciclista su strada belga, professionista dal 1919 al 1927.

## Carriera
Corridore adatto alle corse di un giorno, riuscì in carriera ad imporsi in una Liegi-Bastogne-Liegi e in un Giro delle Fiandre.

## Palmarès

### Strada
- 1919 (una vittoria)

Liegi-Bastogne-Liegi
- 1922 (una vittoria)

Giro delle Fiandre
- 1924 (Delage, due vittorie)

Trois villes sœurs
Kampioenschap van Vlaanderen

## Piazzamenti

### Grandi Giri
- Tour de France

1926: 25º

### Classiche monumento
- Giro delle Fiandre

1921: 18º
1922: vincitore
1923: 16º
1924: 13º
- Parigi-Roubaix

1921: 24º
1922: 19º
1923: 37º
1924: 7º
- Liegi-Bastogne-Liegi

1919: vincitore
1920: 6º
1923: 5º
1924: 8º